# 天生桥镇 (阜平县)
天生桥镇，是中华人民共和国河北省保定市阜平县下辖的一个乡镇级行政单位。

## 行政区划
天生桥镇下辖以下地区：
东下关村、不老树村、龙王庙村、北栗元铺村、南栗元铺村、大车沟村、红草河村、罗家庄村、塔沟村、西下关村、沿台村、朱家营村和大教厂村。